# Vitaliy Denisov
Vitaliy Denisov (russisch Виталий Геннадьевич Денисов; * 23. Februar 1987 in Taschkent) ist ein usbekisch-russischer Fußballspieler.

## Karriere

### Verein
Der Verteidiger erlernte das Fußballspielen in der Jugend von Paxtakor Taschkent, der Sportakademklub Moskau sowie bei ZSKA Moskau. Bei letzterem kam er neben der Reservemannschaft auch zu zwei Einsätzen für die Profis im nationalen Pokal. Zwecks Spielpraxis folgte dann 2006 eine Ausleihe zum Zweitligisten Spartak Nischni Nowgorod. Anschließend war Denisov über sechs Jahre für Dnipro Dnipropetrowsk in der Ukraine aktiv und kehrte dann 2013 nach Russland zurück. Hier schloss er sich Lokomotive Moskau und gewann neben der Meisterschaft 2018 auch zweimal den Pokal. In dieser Zeit wurde er auch zu Usbekistans Fußballer des Jahres gewählt. Nach einer Ausleihe zu Krylja Sowetow Samara folgten ab 2019 weitere Stationen bei Rubin Kasan, Rotor Wolgograd, Tom Tomsk, Baltika Kaliningrad und dem usbekischen Erstligisten FK Soʻgʻdiyona Jizzax. Seit Anfang 2023 steht er nun bei dessen Ligarivalen FK Olmaliq unter Vertrag.

### Nationalmannschaft
Von 2006 bis 2018 absolvierte Denisov insgesamt 73 Partien für die usbekische A-Nationalmannschaft und erzielte dabei einen Treffer. Dieser fiel am 2. Juni 2008 bei einem 7:3-Erfolg im WM-Qualifikationsspiel gegen Singapur.

## Erfolge
- Russischer Pokalsieger: 2005, 2015, 2017
- Russischer Meister: 2018

## Auszeichnungen
- Usbekischer Fußballer des Jahres: 2013